# 陈威 (1880年)
陈威（1880年—1950年），名绍唐，字竟青，后改名威，字公猛。浙江省绍兴府山阴县（今绍兴市）人，中国银行家，曾任中国银行副总裁、代理总裁，教育部次长，淮北盐运副使等职。1912年任中华民国国会众议院议员。

## 生平
- 光绪六年（1880年）生于今绍兴市东浦镇南村石道地。其二弟陈仪，曾任中华民国台湾省行政长官，浙江省主席，二级上将。其父陈炳镛，字静斋，商人，日本正金银行买办。
- 陈威19岁中秀才，后受维新思想感召，于光绪二十八年（1902年）入日本早稻田大学攻读经济，在日秘密加入光复会，与徐锡麟、秋瑾、鲁迅等同学来往密切。
- 三十一年（1905年）回国，隔年（丙戌科）参加留學生殿试，被取为二等，获举人衔，在度支部军饷司任七品科员。
- 三十三年徐锡麟案发，陈威遭通缉，东逃日本。风声平息后回国，相继担任度支部清理财政处坐办、邮传部图书局总编篡、大清银行会办等职。
- 1912年中华民国建立，大清银行变为中国银行，陈威贡献颇多。在袁世凯当政期间，陈先后担任财政部公债司司长，内务部参事、财政部钱币司司长、库藏司司长等职。作为交通系一员，陈于1913年7月至8月被梁士诒举荐短暂代理中国银行总裁。
- 1914年8月，萨福懋出任中国银行总裁，陈威改任副总裁。
- 1916年9月因与时任总裁徐恩元不和，辞职。后应聘担任东三省交通银行总经理，曾投资实业，兴办黑龙江航运公司。
- 1925年应其弟陈仪之邀，任淮北盐运副使，曾解救因暗中投蒋被孙传芳软禁的陈仪。
- 国民党在南京建立政权后，1928年6月，陈威开始在淮北投资实业。淮南华丰垦殖有限公司成立于1915年11月。同时担任南京政府财政部经济专员。
- 1935年秋，陈威被江西省主席熊式辉招用，担任江西裕民银行总经理。
- 1942年至1945年2月，陈威任国民政府行政院赈济委员会常务委员。
- 抗战胜利后，由重庆回上海，经营开元银行。
- 1948年因病辞职。
- 1950年2月，陈威于上海家中去世，享年70岁。